# EBird

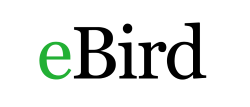
Logotipo do eBird

eBird é um banco de dados on-line de observações de aves fornecendo aos cientistas, pesquisadores e naturalistas amadores dados em tempo real sobre a distribuição e a abundância de aves. Originalmente foi restrito a observações no hemisfério ocidental, foi ampliado para incluir a Nova Zelândia em 2008, e foi alargado a todo o mundo em junho de 2010. eBird tem sido descrito como um exemplo ambicioso de recrutando de amadores para coletar dados sobre a biodiversidade para uso da ciência para o aumento de conhecimento científico.